# Talia Shire
Talia Shire, född Talia Rose Coppola den 25 april 1946 i Queens i New York, är en amerikansk skådespelare.

## Biografi
Talia Rose Coppola växte upp i Lake Success på Long Island i New York. Hon är bland annat syster till regissören Francis Ford Coppola, faster till Sofia Coppola och Nicolas Cage samt mor till Jason Schwartzman.

## Karriär
Talia Shire spelade Constanzia "Connie" Corleone i Gudfadern-trilogin. Hon är även känd för sin roll som Adrian i filmerna om Rocky Balboa. Hon hade även en mindre roll i tv-serien De fattiga och de rika (1976).

## Filmografi (urval)
- 1972 – Gudfadern
- 1974 – Gudfadern del II
- 1976 – De fattiga och de rika (TV-serie) (tre avsnitt)
- 1976 – Rocky
- 1979 – Inkräktarna
- 1979 – Rocky II
- 1982 – Rocky III
- 1985 – Rocky IV
- 1986 – Rad
- 1989 – New York Stories (delen "Life without Zoe")
- 1990 – Rocky V
- 1990 – Gudfadern del III
- 1993 – Deadfall
- 1997 – She's So Lovely (ej krediterad)
- 2004 – I Heart Huckabees
- 2007 – Homo Erectus
- 2025 – Nonnas